# Lonchidia
Lonchidia is een geslacht van vliesvleugelige insecten van de familie Figitidae.

## Soorten
- L. clavicornis Thomson, 1862
- L. lissonota Thomson, 1862
- L. maculipennis (Dahlbom, 1842)
- L. nitens Dettmer, 1924